# Poconos

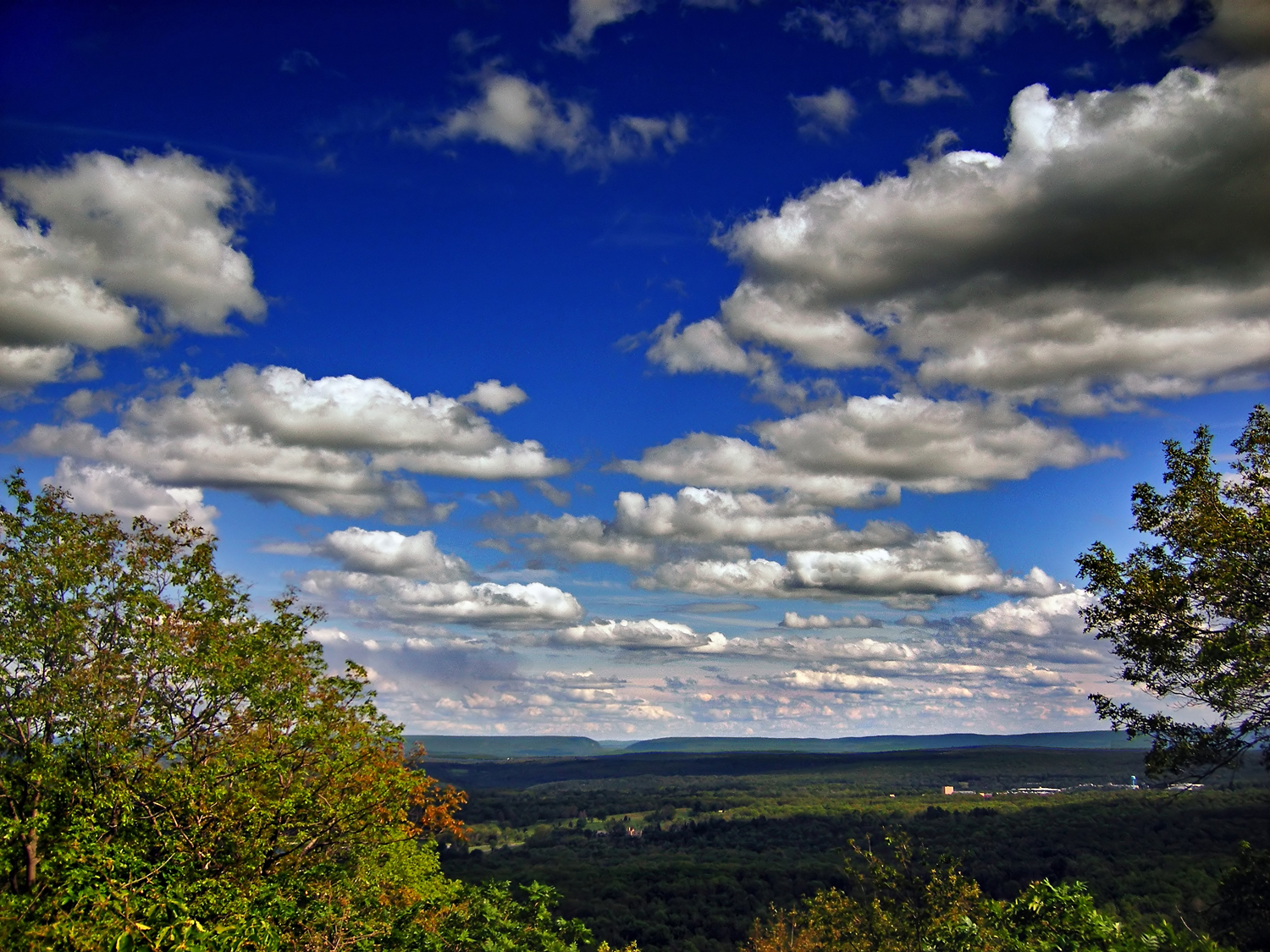
Vista de Poconos.

A região das Montanhas Pocono compreende aproximadamente 6200 quilômetros quadrados e é localizada no nordeste da Pensilvânia, Estados Unidos. O lugar é popular como area de lazer para a populacão local.